# トヨタ・コロナEXiV
コロナEXiV（コロナエクシヴ、CORONA EXiV）は、トヨタ自動車がかつて生産・販売していた4ドアハードトップ型の乗用車である。

## 初代[1]T18#型（1989年 - 1993年）
コロナクーペの後継として、セリカのプラットフォームをベースに開発された4ドアピラーレスハードトップである。カリーナEDとはプラットフォームを共有する姉妹車の関係にある。
ボディは全高を低くとることで、居住性や実用性よりも流麗なスタイリングを重視。熟年層向けなイメージであったコロナセダン・カリーナセダンとは違い、若年層に受け入れられた。
駆動方式は前輪駆動で、排気量は1,800cc、2,000ccの2種類のエンジンをラインナップしており、四輪操縦と二輪操縦の切替可能な世界初デュアルモード4WSを搭載した。なお、同時期のセリカに搭載されていたアクティブサスペンション、4WDターボモデルは設定されていなかった。
前期型におけるCMナレーションは地井武男が担当した。
- 1989年9月6日 - 発売。
- 1990年8月 - 一部変更。ハイメカツインカム車は全車EFI化され出力向上が図られた。
- 1991年8月 - マイナーチェンジ。フロントグリルのエンブレムは、コロナの「太陽冠」から「Exiv」に変更され、リヤのトランクリッドにはトヨタのCIマークが取り付けられた。シャーシ面でも2WS車のリアトレッドが拡大され、1,800cc車もフロントブレーキの拡大に伴い14インチ5穴ホイール化された。
- 1993年9月[3] - 生産終了。在庫対応分のみの販売となる。
- 1993年10月 - 2代目と入れ替わる形で販売終了。

## 2代目[4]T20#型（1993年 - 1998年）
2代目はカリーナEDとともにセンターピラーを持つ4ドアピラードハードトップとなり、ボディの大型化によって3ナンバーサイズとなった。CM出演者は本木雅弘(1995年改良型より)で、後にプログレや3代目アルファードのCMにも出演する。
前輪駆動の3S-GE型搭載モデルにおいては、前期型でオプションだったスーパーストラットサスペンションが後期型では標準装備になる（カリーナEDは後期型でもオプション）。
全日本ツーリングカー選手権(JTCC)に参戦するなどスポーティさをアピールしていたが、この頃になると時代の流行がハイソカーやスポーツカーからRV等の大型な車両に移っていったほか、サイズアップによりEXiVの取り扱い店であるトヨペット店では3ナンバーのマークIIと競合したことで人気は下火となった。
- 1993年10月8日 - モデルチェンジし2代目となる。
- 1994年5月 - 3S-GE型エンジン搭載車にフルタイム4WD車を追加。EXiVとしては、最初で最後の4WD車である。4WDの駆動方式はMT車はセリカGT-FOURと同じビスカスカップリング式。AT車がコロナセダン4WDと同じECハイマチック式。
- 1995年9月 - マイナーチェンジを行うと同時に、運転席エアバッグが全車標準装備となった。コスト削減において前ドアのステップランプ、集中ドアロックの車速オート機能、キー穴照明が廃止され、3S-FE型搭載車以外はエアコンがマニュアル式に変更された。
- 1996年6月 - ABSと助手席エアバッグを全車標準装備とした。マルチAVステーションをオプション設定。
- 1998年3月 - オーダーストップに伴う生産終了。以後は在庫のみの対応となる。
- 1998年12月[6] - 折からのハードトップモデル縮小傾向の影響を受け、姉妹車のカリーナEDとともに販売終了。

## 車名の由来
- コロナ - 英語で皆既日食の時に見られる光環のこと。
- EXiV - Extra Impressive（際立って印象的な）を略した造語。時にトヨタ公式サイトでさえ「エクシブ」[7]や「エキシブ」と誤表記（V音の表記ゆれ）される事があるが、新車当時の正式なカナ表記は「エクシヴ」である。(新車カタログ 1989年9月版表紙、1995年8月版裏表紙等に｢エクシヴ｣と明記されている)
- 車名のアルファベット表記は「EXiV」とされる事が多くカタログにおいても「Exiv」とともに使われているが、実車エンブレムの表記は小文字の「exiv」で構成されている（eの横棒が突き出ているのは筆記書体を元にした小文字の特徴でもある）。

## モータースポーツ
1994年にスタートした全日本ツーリングカー選手権（JTCC）において、1995年よりトムスとトヨタ本社のモータースポーツ部の共同開発の形でエクシヴが投入された。選ばれた理由は、94年にワンサイズ小さいカローラセレスを使用していたつちやエンジニアリングがストレートで圧倒的な優位を見せていたが、カローラは車体が大きくなく、レイアウト面の難しさからコーナリングスピードはトムスGBが製作したトヨタ・コロナよりも劣っていたことから、コーナリングスピードの速いワイドボディーの車で前面投影面積が最小だった当車が選定された
惜しくもドライバーズタイトル獲得は成らなかったが、1996年にはトムスにチームタイトルをもたらした。1997年トヨタはFR車の可能性を模索するべくチェイサーを投入するが、エクシヴも1998年のシリーズ終了まで引き続き使用され活躍した。またマカオ・ギアレースにも参戦し、1995年にチームトムスのエクシヴをドライブするケルヴィン・バートが宿敵シュニッツァーBMW勢を下し総合優勝、ジュリアン・ベイリーも総合3位を獲得した。

### EXiVでJTCCを走ったドライバー
TOM's
- 関谷正徳
- ミハエル・クルム

CERUMO
- トム・クリステンセン
- エリック・コマス

BANDOH
- 金石勝智